# Франц Краль
Франц Краль (нім. Franz Kral, 19 серпня 1907 — ?) — австрійський футболіст, що грав на позиції захисника.
Виступав, зокрема, за клуби «Рапід» (Відень) та «Слован» (Відень). У складі «Рапіду» чемпіон Австрії, володар Кубка Австрії і дворазовий фіналіст Кубка Мітропи. 

## Статистика виступів

### Статистика виступів у Кубку Мітропи
| №                      | Розіграш               | Стадія                 | Дата та місце проведення | Команда 1              | Рахунок | Команда 2      | Голи |
| ---------------------- | ---------------------- | ---------------------- | ------------------------ | ---------------------- | ------- | -------------- | ---- |
| 1                      | 1927                   | 1/4                    | 14.08.1927 Відень        | Рапід (Відень)         | 8:1     | Хайдук (Спліт) |      |
| 2                      | 1927                   | 1/4                    | 21.08.1927 Спліт         | Хайдук (Спліт)         | 0:1     | Рапід (Відень) |      |
| 3                      | 1928                   | фінал                  | 28.10.1928 Будапешт      | Ференцварош            | 7:1     | Рапід (Відень) |      |
| Всього у кубку Мітропи | Всього у кубку Мітропи | Всього у кубку Мітропи | Всього у кубку Мітропи   | Всього у кубку Мітропи | 3       |                | 0    |

## Титули і досягнення
- Чемпіон Австрії (1):

«Рапід» (Відень):  1928-1929
- Володар Кубка Австрії (1):

«Рапід» (Відень):  1926-1927
- Фіналіст Кубка Мітропи (2):

«Рапід» (Відень):  1927, 1928